# Quercus poilanei
Quercus poilanei är en bokväxtart som beskrevs av Paul Robert Hickel och Aimée Antoinette Camus. Quercus poilanei ingår i släktet ekar, och familjen bokväxter. Inga underarter finns listade.